# Milbridge
Milbridge es un pueblo ubicado en el condado de Washington en el estado estadounidense de Maine. En el Censo de 2010 tenía una población de 1.353 habitantes y una densidad poblacional de 7,16 personas por km².

## Geografía
Milbridge se encuentra ubicado en las coordenadas 44°27′34″N 67°51′49″O / 44.45944, -67.86361. Según la Oficina del Censo de los Estados Unidos, Milbridge tiene una superficie total de 188.98 km², de la cual 62.79 km² corresponden a tierra firme y (66.77%) 126.19 km² es agua.

## Demografía
Según el censo de 2010, había 1.353 personas residiendo en Milbridge. La densidad de población era de 7,16 hab./km². De los 1.353 habitantes, Milbridge estaba compuesto por el 95.12% blancos, el 0.22% eran afroamericanos, el 0.81% eran amerindios, el 0.15% eran asiáticos, el 0% eran isleños del Pacífico, el 2.81% eran de otras razas y el 0.89% pertenecían a dos o más razas. Del total de la población el 6.21% eran hispanos o latinos de cualquier raza.